# Pteris scabra
Pteris scabra là một loài dương xỉ trong họ Pteridaceae. Loài này được Bory & Willd. mô tả khoa học đầu tiên năm 1810.
Danh pháp khoa học của loài này chưa được làm sáng tỏ. 